# Marcello Mastroianni
Marcello Vincenzo Domenico Mastroianni, Knight Grand Cross (phát âm tiếng Ý: [marˈtʃɛllo mastroˈjanni]; sinh 28/09/1924 mất 19/12/1996) là một diễn viên người Ý.

## Giải thưởng
- 1962 – Đoạt giải, Golden Globe Award for Best Actor[1]
- 1962 – Đề cử, Academy Award for Best Actor (Divorzio all'italiana)[2]
- 1963 – Đoạt giải, British Film Academy Award for Best Foreign Actor (Divorzio all'italiana)[1]
- 1964 – Đoạt giải, British Film Academy Award for Favourite Male in World Film and for Best Foreign Actor (Ieri, oggi, domani)[1]
- 1970 – Đoạt giải, Cannes Film Festival award for Best Actor (Dramma della gelosia – tutti i particolari in cronaca)[1]
- 1977 – Đề cử, Academy Award for Best Actor (A Special Day)[2]
- 1987 – Đoạt giải, Cannes Film Festival award for Best Actor (Dark Eyes)[1]
- 1987 – Đề cử, Academy Award for Best Actor (Dark Eyes)[2]
- 1989 – Đoạt giải, Venice Film Festival Best Actor (Che ora è?)[1]
- 1993 – Được trao tặng, Honorary César[1]
- 1997 – Được trao tặng, David di Donatello Prize, Career Achievement[1]

## Danh mục phim
| Năm  | Tên phim                              | Vai diễn                 | Ghi chú |
| ---- | ------------------------------------- | ------------------------ | --- |
| 1939 | Marionette                            | Extra                    | Uncredited |
| 1944 | I bambini ci guardano                 | Extra                    | Uncredited |
| 1948 | I Miserabili                          | Un Rivoluzionario        | |
| 1949 | Vent'anni                             |                          | |
| 1950 | Domenica d'agosto                     | Ercole Nardi             | |
| 1950 | Contro la legge                       | Marcello Curti           | |
| 1950 | Vita da cani                          | Carlo Danesi             | |
| 1950 | Cuori sul mare                        | Massimo Falchetti        | |
| 1951 | Atto d'accusa                         | Renato La Torre          | |
| 1951 | Passaporto per l'oriente              | Aldo Mazzetti            | |
| 1951 | Parigi è sempre Parigi                | Marcello Venturi         | |
| 1952 | La muta di Portici                    | Extra                    | Uncredited |
| 1952 | Sensualità                            | Carlo Santori            | |
| 1952 | Tragico ritorno                       | Marco                    | |
| 1952 | L'eterna catena                       | Donna Sofia              | |
| 1952 | Le ragazze di Piazza di Spagna        | Marcello                 | |
| 1952 | Penne nere                            | Pietro Cossuti           | |
| 1953 | Lulù                                  | Soletti                  | |
| 1953 | Febbre di vivere                      | Daniele                  | |
| 1953 | Non è mai troppo tardi                | Riccardo                 | |
| 1953 | Gli eroi della domenica               | Carlo Vagnetti           | |
| 1953 | Il viale della speranza               | Mario                    | |
| 1954 | Schiava del peccato                   | Giulio                   | |
| 1954 | La principessa delle Canarie          | Don Diego                | |
| 1954 | Cronache di poveri amanti             | Ugo                      | |
| 1954 | Tempi nostri                          |                          | Segment "Il Pupo" |
| 1954 | Giorni d'amore                        | Pasquale Droppio         | Nastro d'Argento Best Actor |
| 1954 | Casa Ricordi                          | Gaetano Donizetti        | |
| 1954 | Peccato che sia una canaglia          | Paolo                    | Grolla d'Oro for Best Actor |
| 1955 | Tam tam mayumbe                       | Alessandrini             | |
| 1955 | La bella mugnaia                      | Luca                     | |
| 1956 | La fortuna di essere donna            | Corrado Betti            | |
| 1957 | Il medico e lo stregone               | Dr. Francesco Marchetti  | |
| 1957 | Padri e figli                         | Cesare                   | |
| 1957 | La ragazza della salina               | Piero                    | |
| 1957 | Il momento più bello                  | Pietro Valeri            | |
| 1957 | Le notti bianche                      | Mario                    | Nastro d'Argento Best Actor |
| 1958 | Racconti d'estate                     | Marcello Mazzoni         | |
| 1958 | Amore e guai                          | Franco                   | |
| 1958 | I soliti ignoti                       | Tiberio                  | |
| 1959 | La Loi                                | Enrico Tosso             | |
| 1960 | La Dolce Vita                         | Marcello Rubini          | Nastro d'Argento Best Actor |
| 1960 | Il bell'Antonio                       | Antonio Magnano          | |
| 1961 | Il nemico di mia moglie               | Marco Tornabuoni         | |
| 1961 | Un ettaro di cielo                    | Severino Balestra        | |
| 1961 | Ferdinando I, re di Napoli            | Gennarino                | |
| 1961 | L'assassino                           |                          | |
| 1962 | Fantasmi a Roma                       | Reginaldo                | |
| 1962 | La notte                              | Giovanni                 | |
| 1962 | Divorzio all'italiana                 | Ferdinando (Fefè) Cefalù | Golden Globe Award for Best Actor – Motion Picture Musical or Comedy BAFTA Award for Best Actor in a Leading Role Nastro d'Argento Best Actor David di Donatello for Best Actor Đề cử – Academy Award for Best Actor |
| 1962 | Vita privata                          |                          | |
| 1962 | Cronaca familiare                     |                          | |
| 1963 | 8½                                    |                          | |
| 1963 | I compagni                            |                          | |
| 1963 | Ieri, oggi, domani                    |                          | BAFTA Award for Best Actor in a Leading Role David di Donatello for Best Actor |
| 1964 | Matrimonio all'italiana               |                          | David di Donatello for Best Actor Golden Globe Henrietta Award – World Film Favorite Actor Đề cử – Golden Globe Award for Best Actor – Motion Picture Musical or Comedy                                              |
| 1965 | Oggi, domani e dopodomani             |                          | episodie L'uomo dei cinque palloni |
| 1965 | Casanova 70                           |                          | San Sebastian International Film Festival Best Actor |
| 1965 | La decima vittima                     |                          | |
| 1966 | Io, io, io... e gli altri             |                          | Đề cử – Golden Globe Henrietta Award – World Film Favorite Actor |
| 1967 | Lo straniero                          |                          | |
| 1968 | Questi fantasmi                       |                          | |
| 1968 | Amanti                                |                          | |
| 1970 | The Pizza Triangle                    |                          | Cannes Film Festival Award for Best Actor |
| 1970 | I girasoli                            | Antonio                  | |
| 1970 | Leo the Last                          |                          | |
| 1970 | Giochi particolari                    |                          | |
| 1971 | Correva l'anno di grazia 1870         |                          | |
| 1971 | The Priest's Wife                     |                          | |
| 1971 | Permette? Rocco Papaleo               |                          | |
| 1972 | Ça n'arrive qu'aux autres             |                          | |
| 1972 | What?                                 |                          | |
| 1973 | Mordi e fuggi                         |                          | |
| 1973 | La Grande Bouffe                      |                          | |
| 1973 | Niente di grave: suo marito è incinto |                          | |
| 1973 | Rappresaglia                          |                          | |
| 1973 | L'idolo della città                   |                          | |
| 1974 | Touche pas à la femme blanche         |                          | |
| 1974 | Allonsanfàn                           |                          | |
| 1975 | La pupa del gangster                  |                          | |
| 1975 | Divina creatura                       |                          | |
| 1975 | Per le antiche scale                  |                          | |
| 1975 | La donna della domenica               |                          | |
| 1977 | Mogliamante                           |                          | |
| 1977 | Una giornata particolare              |                          | Globo d'Oro Award for Best Actor Grolla d'Oro for Best Actor Đề cử – Academy Award for Best Actor Đề cử – Golden Globe Award for Best Actor - Motion Picture Drama                                                   |
| 1977 | Doppio delitto                        |                          | |
| 1978 | Giallo napoletano                     |                          | |
| 1978 | Ciao maschio                          |                          | |
| 1978 | Così come sei                         |                          | |
| 1978 | Blood Feud                            |                          | |
| 1979 | L'ingorgo – Una storia impossibile    |                          | |
| 1980 | La terrazza                           |                          | |
| 1980 | La città delle donne                  |                          | |
| 1981 | Fantasma d'amore                      |                          | |
| 1981 | La pelle                              |                          | |
| 1982 | La Nuit de Varennes                   | Phaedra                  | |
| 1982 | Oltre la porta                        |                          | |
| 1983 | Storia di Piera                       |                          | Sant Jordi Awards Best Performance in a Foreign Film |
| 1983 | Il generale dell'armata morta         |                          | |
| 1983 | Gabriela, Cravo e Canela              | Nacib                    | |
| 1984 | Enrico IV                             |                          | Globo d'Oro Award for Best Actor |
| 1985 | Le due vite di Mattia Pascal          |                          | |
| 1985 | Maccheroni                            |                          | |
| 1986 | Il volo                               |                          | |
| 1986 | Ginger e Fred                         |                          | David di Donatello for Best Actor Globo d'Oro Award for Best Actor Nastro d'Argento Best Actor Sant Jordi Awards Best Performance in a Foreign Film                                                                  |
| 1987 | Intervista                            |                          | |
| 1987 | Miss Arizona                          |                          | |
| 1987 | Oci ciornie                           |                          | Cannes Film Festival Award for Best Actor David di Donatello for Best Actor Nastro d'Argento Best Actor Đề cử – Academy Award for Best Actor                                                                         |
| 1989 | Splendor                              |                          | |
| 1989 | Che ora è?                            |                          | Venice Film Festival – Volpi Cup |
| 1990 | Stanno tutti bene                     |                          | |
| 1990 | Cin cin                               |                          | |
| 1990 | Verso sera                            |                          | Globo d'Oro Award for Best Actor Nastro d'Argento Best Actor |
| 1990 |                                       | Honorary Golden Lion     | |
| 1991 | To meteoro vima tou pelargou          |                          | |
| 1991 | Le voleur d'enfants                   |                          | |
| 1992 | Used People                           |                          | Đề cử – Golden Globe Award for Best Actor - Motion Picture Musical or Comedy |
| 1993 | Un, deux, trois, soleil               |                          | Venice Film Festival – Volpi Cup for Best Actor in a Supporting Role |
| 1993 | Di questo non si parla                | Ludovico D'Andrea        | |
| 1994 | Prêt-à-Porter                         |                          | National Board of Review Award for Best Acting by an Ensemble |
| 1995 | Les cent et une nuits de Simon Cinéma |                          | |
| 1995 | Al di là delle nuvole                 |                          | |
| 1995 | Sostiene Pereira                      |                          | David di Donatello for Best Actor |
| 1996 | Trois vies et une seule mort          |                          | Silver Wave |
| 1997 | Viagem ao Princípio do Mundo          | Manoel                   | Final film, released posthumously |